# Pokémon GO Safari Zone
Pokémon GO Safari Zone，亦稱為寶可夢公園，起源於增强现实游戏《精靈寶可夢GO》開發商Niantic於2017年8月在法國洛當科西田百貨舉辦首次合作Pokémon GO Safari Zone活動，且在活動中可以找到其他地區限制的神奇寶貝，需要註冊並且有玩家限制。據統計有89,000人參加了此次活動，產生了約1,600萬美元的旅行和旅遊收入。隨著首次合作的成功，Niantic陸陸續續與許多城市公園或景點合作。

## 合作場域
- 法國巴黎洛當科西田百貨
- 德国多特蒙德威斯特法倫公園
- 日本橫須賀橫須賀港
- 巴西阿雷格里港
- 新加坡聖淘沙
- 新加坡濱海灣花園
- 臺灣台南都會公園與奇美博物館
- 臺灣故宮南院
- 臺灣新北大都會公園
- 臺灣大安森林公園
- 马来西亚帝沙城市園
- 马来西亚吉隆坡城中城公園
- 马来西亚谷中城美佳廣場及谷中城花園廣場
- 马来西亚雲頂高原